# Гіл Гавбара
Гіл Гавбара (перс. گیل گیلانشاه; помер 660) — іранський правитель з династії Дабуїдів. Його правління припадало на 642-660 роки.

## Походження
Відповідно до ібн Ісфандіяра Дабуїди походили від Замаспа, брата сасанідського шаха Кавада I. Гіл Гавбара був сином Фіруза, який описується таким же героєм, як легендарний Рустам. Згодом Фіруз став правителем Ґіляну.

## Життєпис
Фіруз помер близько 642 року. На престолі його наступником став Гіл Гавбара. Згодом останній захопив весь Табаристан, що дало формальну можливість вважати сина Гіла Гавбара, Дабую, правонаступником останнього сасанідського шаха Єздигерда III.